# Mesochorus minutulus
Mesochorus minutulus là một loài tò vò trong họ Ichneumonidae.